# Aselin Debison
Aselin Debison, chiamata affettuosamente Azi (Glace Bay, 27 giugno 1990), è una cantante pop canadese, definita dall'ex presidente canadese Jean Chrétien come "la nuova Céline Dion".
Aselin deve il suo nome ad Aslan, il leone delle "Cronache di Narnia", di C. S. Lewis. Inizia la sua carriera nel 1999, cantando durante una protesta dei minatori della sua città natale. Poco dopo la sua performance, comincia a lavorare ad un album di Natale, The Littlest Angel, pubblicato nel 2001. Nel 2002 venne notata da Peter Gelb, della Sony. Il suo album di debutto, Sweet Is the Melody fu pubblicato quello stesso anno.
Nel 2003, Aselin Debison viene scelta per cantare per Elisabetta II al Roy Thomson Hall a Toronto, durante la visita della regina in terra canadese.
Aselin ha cantato il gruppo folk Runrig e il cantante Bruce Guthro durante uno speciale della CBC intitolato "Aselin Debison: Sweet Is the Melody". La sua performance ha compreso una selezione di canzoni dal suo primo album e canzoni popolari dell'isola di Cape Breton, come l'inno dell'isola. Il tour di promozione di Sweet Is the Melody ha toccato città come New York e Tokyo.
Una traccia di Sweet is the Melody è una cover di Over the Rainbow (arrangiamento di Israel Kamakawiwo'ole), eseguita in un medley con What a Wonderful World.
Nel marzo del 2005, Aselin pubblica il suo nuovo album, Bigger than Me, dal quale vengono estratti i singoli "Life" e "Faze" che acquisiscono una certa popolarità radiofonica. Tutte le canzoni dell'album sono state scritte personalmente da Aselin, con l'aiuto di Dave Thomson e del produttore Thomas Salter. Il suo cambio di stile dal Pop Celtico a delle sonorità più Pop/Rock è stato un completo successo.
Dopo il suo ultimo album, Aselin non ha più pubblicato nuovi singoli, né è partita per un tour, né è apparsa in televisione. La sua ultima apparizione è stata nella trasmissione Rita MacNeil's Cape Breton

## Discografia

### Album in studio
- 2001 - The Littlest Angel
- 2002 - Sweet Is the Melody
- 2005 - Bigger than Me